# 威尔巴格县 (德克萨斯州)
威爾巴格縣（英語：Wilbarger County）位美國德克薩斯州北部的一個縣，北界奧克拉荷馬州。面積2,533平方公里。根据美國2000年人口普查，共有人口14,676人。縣治弗農（Vernon）。
成立於1858年2月1日，縣政府成立於1881年10月10日。縣名紀念殖民者約西亞·P·威爾巴格（Josiah Pugh Wilbarger）和馬提亞·威爾巴格（Mathias Wilbarger）兩兄弟。